# Molibdato de zinco
Molibdato de zinco (ZnMoO4) é um material inorgânico encontrado na natureza em dois tipos diferentes de fases cristalinas: α- triclínica e β-monoclínica. 